# Korallsvampar
Korallsvampar (Sclerospongiae) är en grupp av marina svampdjur med en mjuk kropp runt ett hårt skelett av kalciumkarbonat. De uppskattas kunna leva 500-1000 år. Namnet kommer sig av att skelettets struktur påminner om korall.
Gruppens monofyletiska status har på senare år ifrågasatts, och arter har hävdats tillhöra olika klasser inom svampdjuren.